# Dmitrij Pawłucki
Dmitrij Iwanowicz Pawłucki (ros. Дмитрий Иванович Павлуцкий) (rok i miejsce urodzenia nieznane, zm. w pobliżu rzeki Anadyr w Czukotce 21 marca 1747) – rosyjski podróżnik polskiego pochodzenia, zdobywca i badacz Czukotki. 
Dmitrij Pawłucki był potomkiem polskiego szlachcica, jeńca wojennego  zesłanego na Syberię w czasach Zygmunta III. 
Dmitrij Pawłucki do 1727 służył w pułku dragonów w Tobolsku, gdzie osiągnął rangę kapitana. W 1727 włączony w skład ekspedycji  wojskowej Afanasija Szestakowa mającej za zadanie opanowanie Czukotki i rozbicie skutecznie walczących z Rosjanami Czukczów. Bardzo szybko oddzielił się od wyprawy Szestakowa i na czele 215 Kozaków, 160 Koriaków i 60 Jukagirów udał się w rejon Kołymy, gdzie przybył w 1729. Po klęsce i śmierci Szestakowa w walce z Czukczami w marcu 1730, Pawłucki został jedynym dowódcą wyprawy rosyjskiej. Główne działania wojenne prowadził w latach 1731–1732 w trzech bitwach rozbijając Czukczów, zabijając około 1000 ludzi i zdobywając 40 000 reniferów, które były podstawą gospodarki autochtonów. 
Jednocześnie w 1732 okręt podległy Pawłuckiemu trzeci raz w dziejach przepłynął, na jego rozkaz, Cieśninę Beringa i jako pierwszy w dziejach, podczas przejścia cieśniny zauważył Alaskę, potwierdzając tym bliskość Ameryki i Azji. W 1733 r. w nagrodę za walki z Czukczami otrzymał stopień majora. Od 1733 do 1739 pełnił wysokie funkcje na Kamczatce, zajmując się m.in. rozpowszechnieniem rolnictwa i hodowli bydła wśród miejscowej ludności. 
Od 20 czerwca 1740 do 28 czerwca 1742 był wojewodą jakuckim. W 1744–1747 na czele około 600 Kozaków i Koriaków poprowadził kolejne ekspedycje przeciwko Czukczom, odnosząc kilka militarnych sukcesów. Jednak w czasie ostatniej wyprawy  jego oddział około 100 ludzi został rozbity, a on sam zginął w walkach z Czukczami. Pochowany w Jakucku. 
Klęska i śmierć Pawłuckiego spowodowała praktyczne zakończenie prób militarnego podboju Czukczów i od drugiej połowy XVIII wieku podjęto udane próby włączenia Czukczów w skład Rosji drogą pokojową. 